# Burgwall Englischer Garten
Der Burgwall von Werder, einem Ortsteil der Gemeinde Penzlin im Landkreis Mecklenburgische Seenplatte, wird allgemein auch als Englischer Garten bezeichnet. Es handelt sich um einen slawischen Burgwall in Form einer eingliedrigen Befestigung, die auf einer Halbinsel im Großen Stadtsee angelegt wurde. Durch die Anlage eines breiten Grabens zum Festland hin lag die Burg auf einer künstlich geschaffenen Insel. Die zweitorige Burg stammt aus der jungslawischen Zeit des 11./12. Jahrhunderts und wurde in der nachfolgenden frühdeutschen Zeit weiter als Befestigung genutzt. Bei Ausgrabungen Ende des 19. Jahrhunderts konnte man ein größeres Gebäude aus Steinen sowie einen Brunnen nachweisen. Schriftliche Überlieferungen gibt es zu der Anlage nicht.